# Cansu Hoag
Cansu Hoag z d. Güngör (ur. 7 maja 1988) – turecka siatkarka, grająca na pozycji rozgrywającej. Od stycznia 2020 roku występuje w drużynie Nevsehir Belediye Spor.
20 maja 2018 roku wyszła za mąż za kanadyjskiego siatkarza Christophera Hoaga.